# Dmitri Burago
Dmitri Jurjewitsch Burago (em russo:  Дмитрий Юрьевич Бураго; 1964), é um matemático russo que trabalha com geometria, como professor da Universidade Estadual da Pensilvânia.
Burago é filho do professor de matemática, em São Petersburgo, Yuri Burago. Burago obteve um doutorado, em 1994, na Universidade Estatal de São Petersburgo, orientado por Anatoly Vershik. Também esteve no Instituto de Matemática Steklov, em Leningrado. 
Burago recebeu o Prêmio Leroy P. Steele, em 2014, com Yuri Burago e Sergei Ivanov, pelo livro A course in metric geometry.

## Obras
- Com colaboração de Yuri Burago e Sergei Ivanov: A Course in Metric Geometry, American Mathematical Society, 2001.